# Kökkenmödding

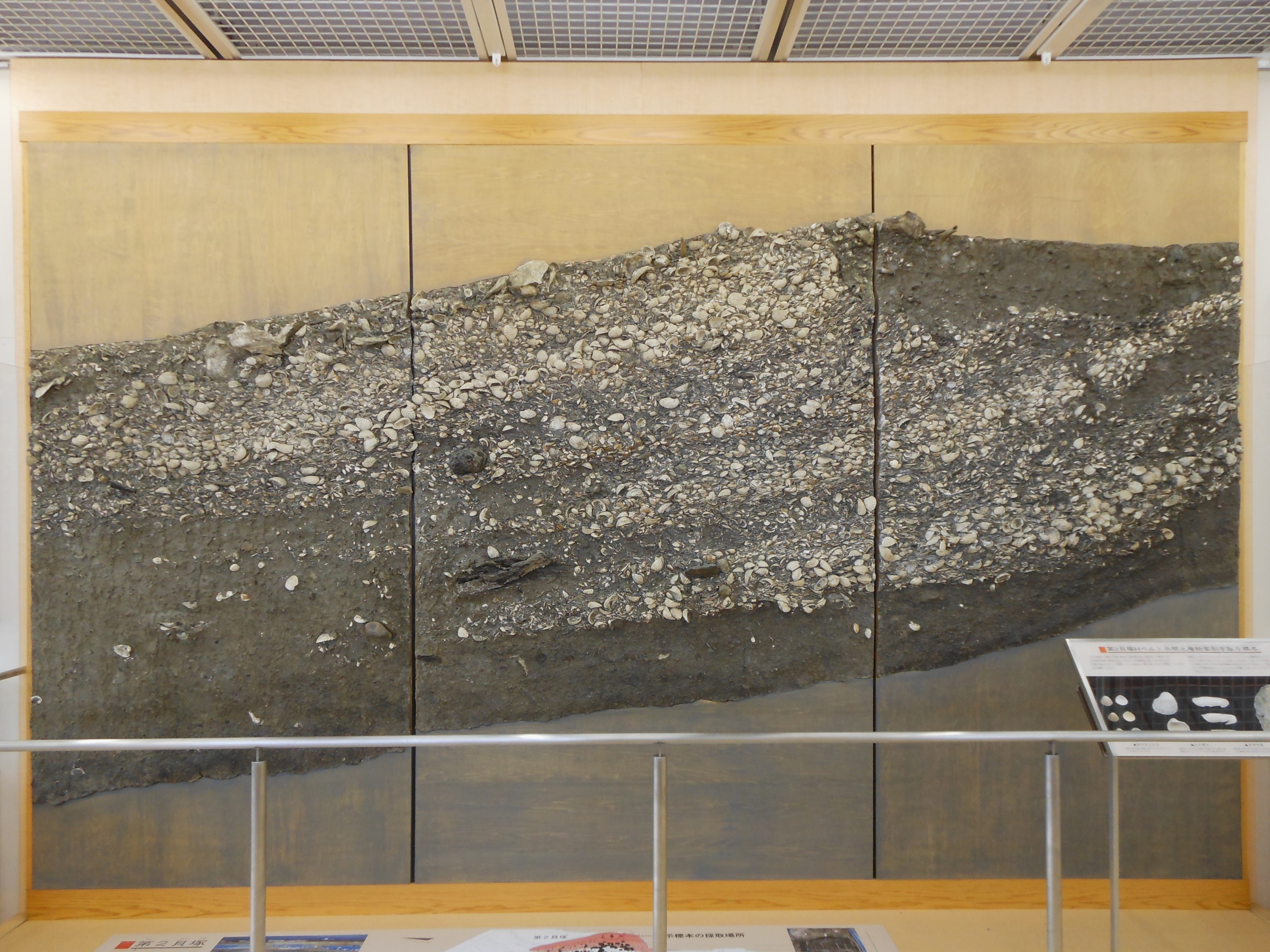
Genomskärning av 8 000 år gammal kökkenmödding, från en utgrävning i Japan.

En kökkenmödding är en avfallshög från den senare delen av äldre stenåldern. Ordet kan i överförd betydelse även användas nedsättande om något som anses vara skräp eller en enda röra.

## Beskrivning
En kökkenmödding innehåller vanligen hushållsavfall som ostron-, snäck- och musselskal, sillben, kol och avfall från redskapstillverkning. Storleken varierar från små, tunna skalansamlingar till 350 meter långa, 30–40 meter breda och upp till två meter tjocka avfallssamlingar. Kökkenmöddingar finns i södra och västra Sverige, vid Danmarks kuster, i Bretagne och längs Portugals kust, men även i Japan, Brasilien och längs Nordamerikas kust.
De äldsta kökkenmöddingarna i Skandinavien förknippas med Kongemosekulturen (omkring 5 400 f Kr) och de största kökkenmöddingarna härrör från Erteböllekulturen.
I kust- och inladsområden kring Sumatra, Malaya och norra Vietnam finns rester av stora kökkenmöddingar med fynd av redskap som tillhört Hoabinhiankulturen. Denna över Sydostasien vida spridda mesolitisk kultur av jägare-samlare levde vid kusterna och längs floderna. Deras lämningar är dels kring grottor, dels kökkenmöddingar; dock har många av de senare använts som kalktäkter och förstörts innan genomgående arkeologisk undersökning.

## Ordets ursprung
Ordet kökkenmödding kommer från danskans køkkenmødding som betyder ’köksavfallshög’. Ordet tillkom på 1850-talet då man vid utgrävningar i Danmark förstod att ansamlingarna av skaldjursskal inte var naturliga utan härstammade från stenåldersbosättningar eftersom det även fanns rester av eldstäder, djurben, flintavfall och keramik i fynden. Lånordet kokkenmodding förekommer i andra språk. Det har även översatts, som i engelskan kitchen midden. Annars används det portugisiska ordet sambaqui.

## Historik
1837 mottog Nationalmuseet i Köpenhamn några flint- och hjorthornsredskap som påträffats i en skalbank vid Krabbesholm. Zoologiprofessor Japetus Steenstrup kom att intressera sig för fynden, och gjorde en undersökning på platsen. Under sin tid där fick han höra talas om andra liknande skalhögar, och under de kommande tio åren hann han få fram uppgifter om närmare ett tjugotal skalbanker utefter Danmarks norra kuster.
1848 höll Steenstrup en föreläsning om skalhögarna inför danska vetenskapsakademin, där han förklarade att ostronbankarna var av naturligt ursprung, men hade nyttjats av stenålderns människor då fynd från den tiden ofta påträffades i kökkenmöddingarna. Jens Jacob Worsaae, som var medlem av akademin och som vid denna tid som bäst försökte bestämma när stenåldern hade infallit, blev intresserad av fynden. Han behövde bättre fynd för att närmare kunna dra upp gränserna mellan den yngre stenåldern och den nyligen föreslagna perioden Paleolitikum, i vilken de danska stenåldersfynden inte passade in.
Tillsammans med Steenstrup kom Worsaae att tillsätta en kommitté för vetenskaplig granskning av kökkenmöddingarna. Utöver de båda ingick geologen Johan Georg Forchhammer i denna kommitté.
1849 ville godsägaren på Meilgaard anlägga en ny väg på sina ägor. I behov av vägläggningsmaterial gav han sina arbetare i uppdrag att gräva sig igenom en lång bank, övervuxen av bokar. Till sin förvåning upptäckte han då att banken bestod av ett en och en halv meter tjockt lager av ostronskal. Ostronskalen, som var ett utmärkt vägläggningmaterial, började snabbt grävas ut. Man påträffade i samband med detta ett stort antal djurben och flintstycken, som kastades åt sidan. En benbit, en fint arbetad kam, kom dock att dra till sig arbetarnas uppmärksamhet. Den överlämnades till godsägaren, som inte kände igen den från något liknande i sina böcker om fornsaker, och som därför skickade in den till Köpenhamn, där den hamnade i händerna på Worsaae.
Worsaae gjorde en inspektionsresa till Meilgaard. Där började han ganska snart ana att kökkenmöddingarna egentligen var människoskapade. Alla mussel- och ostronskal som man fann här var öppnade, och bankarna innehöll mängder med aska, ben, av flinta bestående redskap och tillverkningrester från dessa, samt lerskärvor efter krukor. Vid jultid samma år undersökte Worsaae en nyfynnen skalhög nära Havelse kvarn på norra Själland, en utgrävning vilken ytterligare övertygade honom om att hans teori stämde.
1851 presenterade Worsaae och Steenstrup sitt respektive material, den förre för Antikvariska sällskapet och den andre för vetenskapsakademin: Budskapet var att skalhögarna var "kökkenmöddingar", alltså sophögar efter stenåldersmänniskornas kustnära boplatser. Samtidigt kunde Forchhammer visa att landhöjningen medfört att kökkenmöddingarna idag låg långt från havet och även förutsäga att liknande skalhögar troligen funnits även i södra Danmark, men att de nu låg under havsytan, något som senare skulle visa sig stämma.
Några år senare uppkom en konflikt mellan Worsaae och Steenstrup. Worsaae hävdade att kökkenmöddingarna hörde till en tid före de slipade stenredskapens tid och var äldre än man förut trott. Han föreslog därmed att kökkenmöddingarna skulle hänföras till den äldre stenåldern, en indelning som franska och brittiska arkeologer tidigare föreslagit. Steenstrup å sin sida ansåg att materialet var otillräckligt för att sådana slutsatser skulle kunna dras, och ansåg istället att det också kunde tänkas att dessa strandboplatser varit tillfälliga läger, och att man helt enkelt inte tagit med sig sina dyrbarare slipade stenredskap då man gett sig iväg för att plundra ostronbankarna.
Meningsutbytena mellan de båda blev allt häftigare under den följande tiden. För att få ett slut på dispyten inbjöd kung Fredrik VII, som själv grävt ut kökkenmöddingar på sin egendom Jægerspris slott, till en ny utgrävning i Meilgaard under hans egen tillsyn, där han skulle agera domare. Kungen, som ursprungligen varit benägen att ge Steenstrup rätt (det vill säga att avsaknaden av stenredskap inte betydde att sådana inte fanns vid högarnas bildande), lät efter undersökningen, där inga slipade stenredskap påträffades (frånsett två som kungen själv placerat ut), utnämna Worsaae till segrare i dispyten, och Steenstrup kom motvilligt att ge med sig. Slutsatsen blev alltså att de funna kökkenmöddingarna härrörde från en tid innan människan börjat med ett intensivt nyttjande av stenredskap,
1893-1895 genomfördes ytterligare en undersökning som var grundligare och även tvärvetenskaplig. Här blev det fastslaget att lämningarna i vart fall var ett resultatet av mänskliga aktiviteter.      